# East Freedom
East Freedom es un lugar designado por el censo ubicado en el condado de Blair en el estado estadounidense de Pensilvania. En el año 2010 tenía una población de 972 habitantes y una densidad poblacional de 226 personas por km².

## Geografía
East Freedom se encuentra ubicado en las coordenadas 40°21′26″N 78°26′13″O / 40.35722, -78.43694.. Según la Oficina del Censo de los Estados Unidos, Eagle Lake tiene una superficie total de 1,67 mi² (4,3 km²), de la cual 1,67 mi² (4,3 km²) corresponden a tierra firme y 0 mi² (0 km²) es agua.